# Fakulteta za uporabne družbene študije v Novi Gorici
Fakulteta za uporabne družbene študije v Novi Gorici (FUDŠ) je samostojen visokošolski zavod ustanovljen 13. junija 2006. FUDŠ je zasebna fakulteta in ena izmed najmlajših visokošolskih ustanov v Sloveniji. Fakulteta obratuje na treh lokacijah – v Novi Gorici, Ljubljani in Novem mestu – in izvaja dodiplomski, podiplomski in doktorski študijski program.

## Zgodovina
FUDŠ je bila ena izmed treh ustanovitvenih fakultet Nove univerze, akreditirane leta 2008.
FUDŠ je leta 2009 zaprosila za vključitev v Univerzo na Primorskem, kar je zamrznilo projekt Nove univerze, a do združitve zaradi neznanih razlogov ni prišlo.

## Študijski programi

### Dodiplomski študij
- Uporabne družbene študije[2]

- Socialni menedžment[4]

- Psihosocialna pomoč[2]

### Magistrski študij
- Medkulturni menedžment[4][2]

- Psihosocialna pomoč[2]

### Doktorski študij
- Sociologija[4][2]

Šolnina enega letnika psihosocialne pomoči – fakultetinega najbolj popularnega programa – znaša okoli 3.000€.

## Organiziranost
Leta 2016 je FUDŠ zaposloval 25 oseb (od teh 16 visokošolskih učiteljev) ter še dodatnih 54 zunanjih pogodbenih sodelavcev, na fakulteti pa je študiralo 298 študentov.
Knjižnica FUDŠ se nahaja na treh lokacijah, in sicer v Novi Gorici, Ljubljani in v Novem mestu. Zbirka v knjižnici obsega okoli 6.000 enot knjižničnega gradiva. Poleg knjig nudijo tudi oddaljeni dostop do podatkovnih baz, člankov, povzetkov in drugih besedil v polnem formatu.
Raziskovalno delo fakultete poteka v okviru Inštituta za družbene transformacije, Inštituta za globalni in regionalni razvoj, Inštituta za politične raziskave in Nacionalnega inštituta za psihoterapijo. Pod okriljem FUDŠ izhaja znanstvena revija (Research in social change) in številne znanstvene monografije.